# دیپلم در مطالعات زبان فرانسه
دیپلم در مطالعات زبان فرانسه (به فرانسوی: Diplôme d'études en langue française) یا به اختصار DELF یک گواهی مدرک زبان فرانسوی است که پس از امتحان رسمی آن (که در ایران نیز برگزار می‌گردد) از طرف مرکز مطالعات زبان فرانسه (CIEP) که زیرمجموعه‌ی وزارت آموزش فرانسه است، به دانشجویان زبان اهدا می‌گردد و نشان‌دهنده‌ی توانایی‌های زبان‌آموز در زبان فرانسه است.

## مقاطع آزمون دلف
در این آزمون می‌توان برای دریافت مدرک هر یک از ۴ سطح A1, A2, B1, B2 اقدام نمود. نکته‌ی مهم این است که زمان و نوع امتحان در هر سطح فرق می‌کند. A1 پایین‌ترین مدرک زبان فرانسه است و پس از آن A2 و سپس B1 و در ادامه B2 وجود دارد. آزمون بالاتری هم بنام دیپلم پیشرفته زبان فرانسوی وجود دارد که مراحل C1 و C2 را شامل می‌شوند.

## مهارت های آزمون دلف
Listening : در این بخش چند فایل صوتی پخش می‌شود و شرکت کنندگان باید به سوالاتی دربارهٔ آنچه از فایلهای صوتی شنیده‌اند پاسخ دهند. هر فایل 2 بار پخش می‌شوند و طول هر فایل بین 3 تا 8 دقیقه است
Reading : در این بخش چند متن کوتاه  ارائه می‌شود و شرکت‌کنندگان باید سوالات چند گزینه‌ای یا جای خالی را پر کنند. در این بخش برخی از سوالات چند گزینه‌ای است. مثلاً دو گزینه از چهار گزینهٔ تست باهم درست است.
Writing : این بخش توانایی نوشتن یک متن را میسنجد و برای هر سطح امتحانی متفاوت در نظر گرفته شده است. برای:
- A1 : این بخش شامل معرفی خود و یک متن درباره‌ی زندگی روزمره است.
- A2 : شرکت‌کننده باید یک متن کوتاه درباره‌ی یکی از تجربیات خود را بنویسد. مثلاً سفر خاصی به جایی از دنیا و ... همچنین یک دعوتنامه، درخواست کار، تبریک به شخصی درباره‌ی چیزی و ...
- B1 : در این مرحله یک موضوع به شرکت‌کننده داده می‌شود و او باید دیدگاه و نظرات خود را درباره‌ی آن بیان کند و در دفاع و رد آن بنویسد.
- B2 : شراکت‌کننده باید پیرامون یک نامه یا اپلیکیشن دیگری نظر دهد و استدلال و برهان بیاورد و بحث کند.
Speaking : در مرحله A1 و A2، معمولاً این بخش با معرفی و صحبت پیرامون خود شروع می‌شود و بعد یک موضوع ارائه می‌شود که شرکت‌کننده و مصاحبه کننده دونفری باید پیرامون آن صحبت کنند. در مرحله B1، این بخش شامل یک مصاحبه‌ی هدایت شده و دوطرفه بین شرکت‌کننده و مصاحبه‌کننده است، پیرامون موضوعی که شرکت‌کننده را بر می انگیزد تا درباره‌ی آن صحبت کند و نظر خود را اعلام و بحث کند. در مرحله B2، از شروت‌کننده انتظار می‌رود که نظری پیرامون موضوعی که ارائه می‌شود اظهار کند و سپس از نظری خود دفاع کند.
زمان بندی آزمون: هر مهارت، زمان خاصی از آزمون را به خود اختصاص می‌دهد که در جدول زیر آمده است:
| Exam    | Listening | Reading | Writing | Speaking              | Total   |
| DELF A1 | 20 min    | 30 min  | 30 min  | 5-7 min + 10 min prep | 80 min  |
| DELF A2 | 25 min    | 30 min  | 45 min  | 6-8 min + 10 min prep | 100 min |
| DELF B1 | 25 min    | 35 min  | 45 min  | 15 min + 10 min prep  | 105 min |
| DELF B2 | 30 min    | 60 min  | 60 min  | 20 min + 30 min prep  | 150 min |

## لینک به خارج
- CIEP.fr بایگانی‌شده  در ۳۰ نوامبر ۲۰۱۱ توسط Wayback Machine
- معرفی آزمون دلف